# Neualbenreuth
Neualbenreuth est une commune de Bavière (Allemagne), située dans l'arrondissement de Tirschenreuth, dans le district du Haut-Palatinat.